# Fazil Moustafa
Fazil Moustafa (en azerbaïdjanais: Fazil Mustafa, né le 15 octobre 1965) est un homme politique azerbaïdjanais membre de l'Assemblée nationale depuis 2005.

## Vie
Fazil Moustafa est né le 15 octobre 1965. Il a étudié à la faculté de droit à l’Université d’Etat de Bakou.

### Carrière
Il est membre des III, IV, V et VI législatures de l'Assemblée nationale d'Azerbaïdjan.
En 2009, il a été élu membre du conseil d'administration de la Confédération des avocats d'Azerbaïdjan.
En 2016, Fazil Moustafa a été élu membre du comité exécutif et vice-président du comité olympique spécial.
Il est actuellement vice-président du comité de la culture de l'Assemblée nationale d'Azerbaïdjan. Il est membre de la délégation azerbaïdjanaise à l'Assemblée parlementaire du Conseil de l'Europe.

## Vie privée
Fazil Mustafa est marié et a deux enfants.